# Übergangsstrahlungsdetektor
Übergangsstrahlungsdetektoren (engl. Transition Radiation Detector, kurz TRD) sind Teilchendetektoren, die die beim Durchgang geladener, hochrelativistischer Teilchen durch die Grenzfläche zweier Medien mit unterschiedlichen Dielektrizitätskonstanten {\displaystyle \varepsilon } entstehende Übergangsstrahlung nutzen, um die Identität der Teilchen zu bestimmen.

## Funktionsweise
Übergangsstrahlung wird in der Elementarteilchenphysik zur Detektion und Identifikation von hochenergetischen Teilchen (insbesondere von Elektronen und Hadronen) ab Energien von etwa 1 GeV genutzt.
Durch die lineare Abhängigkeit der Strahlungsintensität vom Lorentz-Faktor {\displaystyle \gamma ={\tfrac {E}{mc^{2}}}} lässt sich bei bekannter (anderweitig bestimmter) Teilchenenergie auf die Teilchenmasse und somit die Identität des Teilchens rückschließen.
Da die Strahlungsintensität pro Grenzfläche sehr gering ist (in einer typischen Konfiguration ist für ein Teilchen mit {\displaystyle \gamma =1000} im Mittel weit weniger als ein Photon detektierbar) werden in der Regel viele Übergänge realisiert, indem der Detektor schichtweise aus dünnen Folien unterschiedlicher Dielektrizitätskonstanten aufgebaut wird.
Die Folienstapel liegen üblicherweise senkrecht zur Richtung des Teilchendurchgangs. Durch die periodische Anordnung kann man zudem Interferenzerscheinungen nutzen. Der Intensitätssteigerung durch Erhöhung der Folienzahl ist durch die Selbstabsorption der Übergangsstrahlung Grenzen gesetzt.
Die an den Radiatorfolien entstehenden Röntgen-Photonen werden üblicherweise mit Hilfe von Gasdetektoren (z. B. Vieldrahtkammern oder MPGD) nachgewiesen, die sich entweder hinter der Folienanordnung befinden oder Sandwich-artig in den Folienstapel integriert sind.

## Einsatz
Übergangsstrahlungsdetektoren finden beispielsweise an einigen LHC-Experimenten zur Unterscheidung zwischen Elektronen und Hadronen (besonders: Pionen) Verwendung. So dient der ATLAS-TRD der Elektron/Pion-Trennung im Energiebereich 1–100 GeV, der ALICE-TRD deckt den Energiebereich 1–6 GeV ab.
In der Astroteilchenphysik werden Übergangsstrahlungsdetektoren zum Beispiel in den AMS- und CREAM-Experimenten eingesetzt.